# ان‌وای‌کی وستا
ان‌وای‌کی وستا (به انگلیسی: NYK Vesta) یک کشتی است که طول آن 338m می‌باشد. این کشتی در سال ۲۰۰۷ ساخته شد.